# Полхово (Поморське воєводство)
Полхово (пол. Połchowo, нім. Polchau) — село в Польщі, у гміні Пуцьк Пуцького повіту Поморського воєводства.
Населення — 2405 осіб (2011).
У 1975-1998 роках село належало до Гданського воєводства.

## Демографія
Демографічна структура станом на 31 березня 2011 року:
|          | Загалом | Допрацездатний вік | Працездатний вік | Постпрацездатний вік |
| -------- | ------- | ------------------ | ---------------- | -------------------- |
| Чоловіки | 1194    | 297                | 827              | 70                   |
| Жінки    | 1211    | 321                | 746              | 144                  |
| Разом    | 2405    | 618                | 1573             | 214                  |